# Rotační filmový tisk

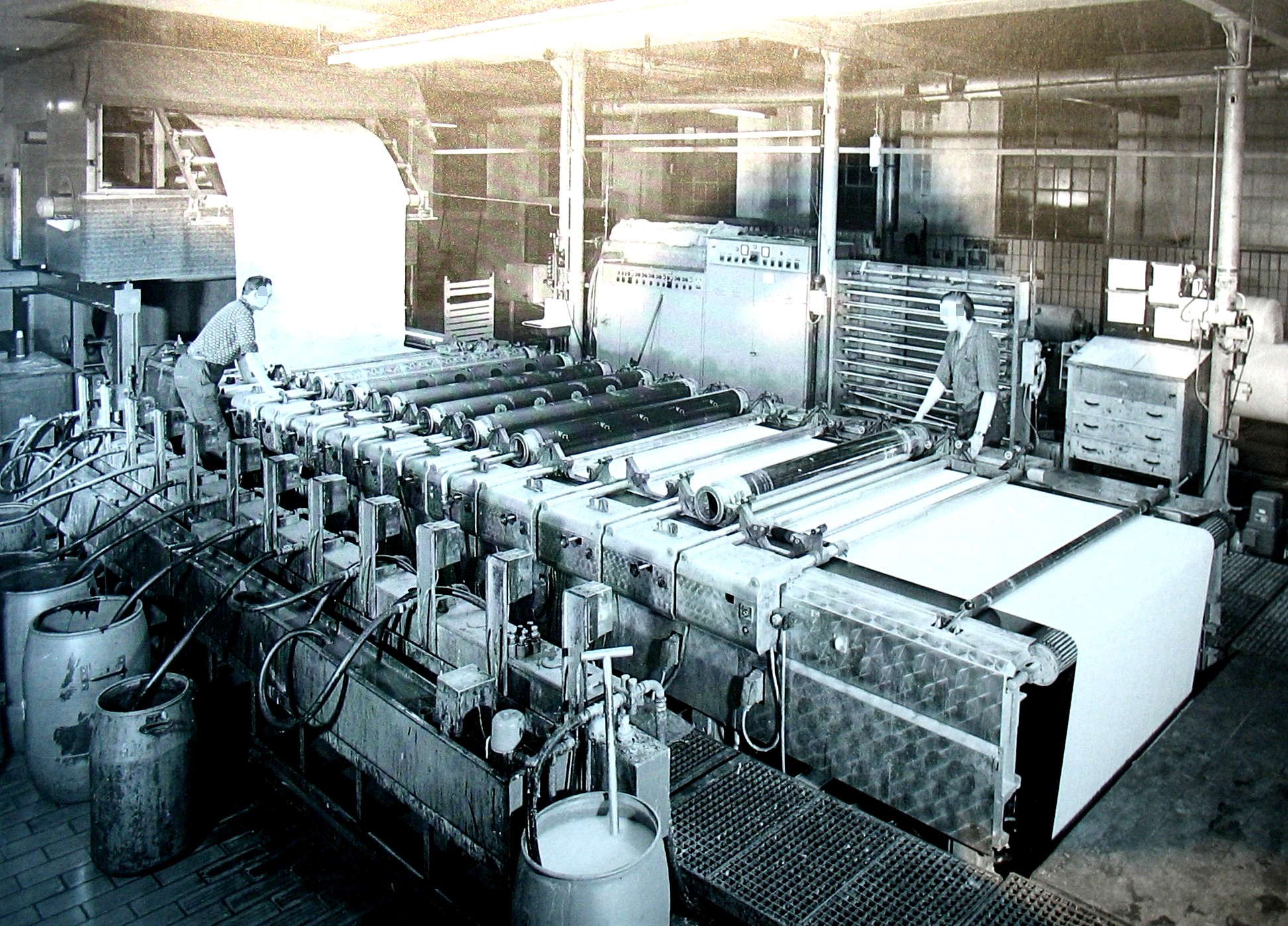
Filmový tiskací stroj s rotačními šablonami z 80. let 20. století

Filmový tisk s rotačními šablonami (angl.: rotation screen printing, něm.: Rotationsfilmdruck) je technologie kontinuálního potiskování textilií.

## Funkce a vybavení tiskacího stroje
Šablony válcovitého tvaru jsou umístěny v jedné rovině nad probíhající textilií nebo kolem centrálního přítlačného válce. Dovnitřku šablon se přivádí tiskací barva, odkud je protlačována s pomocí stěrek propustnými místy v šablonách na potiskované zboží.
Šablona sestává z velmi tenkého perforovaného plechu z čistého niklu. Vzorování se provádí většinou tak, že se na šablonu nanáší fotocitlivý lak, do kterého se vykopíruje požadovaný vzor. Na osvětlených místech je lak ve vodě nerozpustný, z neosvětlených částí se při další operaci vypere a tak se vytvoří otvory, kterými prochází tiskací barva.
Množství natisknuté barvy je závislé na jemnosti šablony (až 40 otvorů/cm), konstrukci a přítlaku stěrky.
Potištěná textilie pak probíhá sušicím a fixačním zařízením.
Na stroji bývá umístěno až 24 šablon, každá může tisknout s jinou barvou. Při pracovní šířce do 240 cm se dá potiskovat až 6000 m/hod.

## Použití rotačního filmového tisku
Oproti jiným technologiím je rotační tisk s jednou barvou rentabilní pro partie větší než 500 m, s 12 barvami pro partie nad 5000 m.
Tento druh tisku je vhodný zejména pro vzory s podélnými pruhy, čtvercové a grafické vzory apod. Touto technologií se také potiskuje většina pletenin. Průměrná hmotnost potiskovaných textilií je cca 120 g/m2, spotřeba tiskařské barvy se odhaduje na 580 g/kg textilie.
První průmyslově použitelný stroj byl představen v roce 1963, v roce 2012 se odhadoval podíl textilií zpracovaných rotačním filmovým tiskem na 65 % z celosvětové výroby potištěných textilií.